# 徐洛
徐洛（1511年—？），字子京，號潩岡，河南開封府許州人，軍籍，明朝政治人物。同進士出身。

## 生平
嘉靖十九年（1540年）庚子科河南鄉試第五十九名舉人。嘉靖二十三年（1544年）中式甲辰科會試第二百九十九名，登第三甲第一百三十三名進士。初授行人司行人，二十七年三月选授陕西道試監察御史，二十八年巡按辽东，二十九年九月奉命往北直隶募兵，巡按蘇松四郡，三十二年出任湖州府知府，三十五年升山东按察司副使。

## 家族
曾祖徐學，壽官；祖父徐富，典史；父徐綬，醫官。母黃氏。严侍下。兄徐湯。弟徐汴。